# فرخ هرمز
فرخ هرمز (بالفارسية: فرخهرمز) المعروف أيضًا باسم هرمز الخامس، كان أميرًا إيرانيًا وأحد الشخصيات البارزة في إيران الساسانية في أوائل القرن السابع. شغل منصب القائد العسكري لشمال إيران. دخل في صراع مع النبلاء الإيرانيين، مما أدى إلى تقسيم ثروات البلاد. قُتل في وقت لاحق على يد سياوخش في مؤامرة حدثت في قصره بأمر من آزرمي دخت بعد أن تقدم لخطبتها في محاولة لاغتصاب العرش الساساني. أنجب طفلين، رستم فرخزاد وفرخزاد.